# タトュ・ウルネン
タトュ・ウルネン（フィンランド語: Tatu Ylönen、1968年 - ）は、フィンランド出身のプログラマ。SSHを開発した。 

## 半生
ヘルシンキ工科大学（現在のアールト大学）でコンピュータサイエンスを専攻し1992年卒業。1995年に、RSHおよびTelnet接続に対するさまざまなスニファ攻撃に対応するためSSHプロトコルを開発し、自由ソフトウェアとして公開した。
1995年の終盤にはSSH Communication Serviceを設立。SSHを現在でも世界中で使われるプロトコルに育て上げた。
ICSA、IEEE、ACM、IETFのメンバー。